# Bagne de Civitavecchia
Le bagne de Civitavecchia était un établissement pénitentiaire de travaux forcés.

## Historique
On ouvrit ce bagne à Civitavecchia, dans le Latium en 1810 et il fut fermé en 1814,,.